# Ophiomusium africanum
Ophiomusium africanum är en ormstjärneart som beskrevs av Jean Baptiste François René Koehler 1909. Ophiomusium africanum ingår i släktet Ophiomusium och familjen Ophiolepididae. Inga underarter finns listade i Catalogue of Life.